# Quebra-mão
Le quebra-mão (litt. casse-main, en portugais) est une clé de poignet de capoeira. On peut attraper la main à l'intérieur ou à l'extérieur du bras :
- Dans le premier cas, il faut saisir celle-ci à la hauteur du pouce en l'abaissant, puis pivoter vers l'adversaire pour forcer la torsion du poignet vers l'extérieur tout en s'aidant de la deuxième main. Cette technique s'apparente au kote gaeshi du ju-jitsu.
- Dans le second cas, il faut saisir la main à la hauteur du pouce en l'abaissant, puis se placer sur le côté de l'adversaire en forçant la torsion du poignet vers l'intérieur tout en s'aidant de la deuxième main. Cette technique s'apparente au kote mawashi du ju-jitsu.

Mestre Bimba enseignait cette technique en tant que défense contre une attaque avec arme blanche (qui devait être exécutée après avoir bloqué l'assaut), et l'accompagnait généralement d'une banda de frente, d'une banda de costas ou d'une vingativa.